# الصحافة العمانية
هناك العديد من الدراسات البحثية التي تشير إلى أن بدايات الصحافة العمانية تعود لتاريخ 1971م كنقطة لانطلاق شكل واضح المعالم للصحافة العمانية يكمن في صحيفة الوطن العمانية، لكن هناك عدد من الدراسات التاريخية التي تنسب تاريخ الصحافة العمانية للعام 1911م، بينما يمثل العام 1971م بداية المرحلة الثانية من هذا التاريخ الصحفي الحافل للبلاد.

## الصحافة العمانية في زنجبار
تظهر العديد من الاشارات والمساهمات العلمية المتفرقة التي تشير إلى أن العمانيين قاموا بتأسيس عدد من الصحف في المهجر الأفريقي، وذلك في بدايات القرن العشرين أثناء وجودهم في الساحل الشرقي لأفريقيا. حيث تجمع المصادر التاريخية الأولى على أن الهجرة العمانية الأولى لشرق أفريقيا تعود إلى القرن السابع الميلادي. وتحديدا في عام 684م عندما قرر حاكما عمان في تلك الفترة سعيد وسليمان ابنا عباد بن عبد الجلندى الهجرة إلى أفريقيا فرارا من جيوش الحجاج بن يوسف الثقفي. لقد أسهم العمانيون في الاتصال العربي والإسلامي بالشرق الأفريقي، وهو الاتصال الذي تحول إلى تأسيس سلطنة عمانية عربية في زنجبار عام 1832م، وذلك عندما نقل السلطان سعيد بن سلطان مقر حكمه من عمان إلى زنجبار، لكن هذه السلطنة العربية، الأفريقية، الآسيوية عادت للانقسام بعد وفاة السيد سعيد بن سلطان عام 1856م. لقد تأسست القاعدة العلمية الأولى للصحافة العمانية في زنجبار بجلب أول مطبعة للبلاد وهي المطبعة السلطانية التي أحضرها السيد برغش بن سعيد بن سلطان لتؤسس القاعدة العلمية لانطلاق حركة النشر في المنطقة عام 1872م حيث توالت لاحقا عملية نشر الكتب الدينية وسائر المخطوطات العلمية.
وينسب إلى الأفارقة العرب - والعمانيين تحديدا - فضل تأسيس الصحافة في زنجبار، وتؤكد بعض المصادر التاريخية أن أول صحيفة صدرت في زنجبار كانت بعنوان «الجريدة الرسمية لزنجبار وشرق أفريقيا» "THE GAZETTE FOR ZANZIBAR AND EAST AFRICA"، وقد صدرت بمبادرة حكومية في عام 1892م، وكانت عبارة عن نشرة حكومية رسمية تهتم بالقرارات والإعلانات الرسمية، وكانت تصدر باللغة الإنجليزية في أغلب أجزائها. وفي عام 1894م، أعلن السلطان حمد بن ثويني عن عزمه ترجمة بعض المواد الصحفية فيها إلى اللغة العربية على أن تنشر تلك المواد على شكل ملحق خاص باسم «الجريدة» والتي حملت لاحقا عنوان «الجريدة الرسمية».
ومن أبرز الصحف العمانية التي صدرت في زنجبار:

### صحيفة النجاح
وتشير المصادر إلى أنها تأسست في عام 1911م على يد أبي مسلم البهلاني«ناصر بن سالم بن عديم الرواحي». كما أن الشيخ ناصر بن سليمان اللمكي قد تولى رئاسة تحرير الصحيفة في فترة لاحقة إلى يوليو 1914.

### صحيفة الفلق
وهي الصحيفة الأطول عمرا والأكثر حضورا وشهرة بين الباحثين، حيث تتوفر منها حتى يومنا هذا أعداد كثيرة، ولقد صدرت في أبريل 1929م واستمرت حتى عام 1964م. وصدرت باللغتين العربية والإنجليزية إضافة للغة السواحيلية في بعض الظروف.

### صحيفة المرشد
وتشير المصادر إلى مؤسسها أحمد بن سيف الخروصي، ولقد ظهرت لأول مرة في سنة 1942م واتخذت مواقف مساندة للجمعية العربية والأحزاب الوطنية آنذاك. واستمرت هذه الصحيفة في الصدور حتى عام 1963م، وكانت توزع أعداد كبيرة تصل لألف نسخة أسبوعيا.

### صحيفة النهضة
ظهرت لأول مرة في عام 1951م تحت إدارة السيد سيف بن حمود بن فيصل البوسعيدي. وصدرت النهضة كصحيفة أسبوعية باللغتين العربية والإنجليزية وبعض المواد المترجمة للسواحيلية.
وتصنف بعض المصادر المتقدمة، الصحافة العمانية في زنجبار على أنها صحافة مهاجرة أو صحافة للمهجر الأفريقي.